# Pentax K10D
Pentax K10D – cyfrowy aparat fotograficzny, półprofesjonalna lustrzanka cyfrowa wyposażona w rejestrator obrazu formatu APS-C, produkowana przez japoński koncern Pentax. K10D trafił do sprzedaży we wrześniu 2006 roku.
Aparat posiada mocowanie obiektywów typu KAF2, które umożliwia dołączenie zarówno najnowszych obiektywów serii DA, jak i wcześniejszych (wyposażonych w funkcję Power Zoom oraz manualnych), a także za pośrednictwem specjalnego adaptera obiektywów z gwintem M42. Do aparatu można dołączyć uchwyt pionowy D-BG2 umożliwiający użycie dodatkowego akumulatora oraz przechowywanie pilota zdalnego sterowania i karty pamięci.
Bardzo zbliżony pod względem konstrukcyjnym jest aparat marki Samsung model GX-10, będący wynikiem ścisłej współpracy obu producentów.

## Cechy aparatu
- uszczelniony korpus wykonany z tworzywa sztucznego na szkielecie z blachy stalowej,
- 16-polowy pomiar ekspozycji,
- procesor obrazowy PRIME (Pentax Real Image Engine),
- maksymalna czułość ISO 1600,
- 11-punktowy system ogniskowania SAFOX VIII z 9 czujnikami krzyżowymi,
- zdjęcia seryjne z prędkością do 3 kl/s,
- widoczność 95% kadru w wizjerze,
- wbudowana lampa błyskowa o liczbie przewodniej 11.